# 相位
相位（英語：Phase）又稱位相、相、相角，是描述信号波形變化的度量，或是物體周期运动的階段，通常以度（角度）為單位；當訊號波形以週期的方式變化，波形循環一周即為360º。常應用在科學領域，如數學、物理學（電學）等。
在物理學或是數學上，一個波或是其他週期性函數如 {\displaystyle F(t)}（{\displaystyle t} 為一實數，例如時間）的相位是種類似於角度的量值，用以表達對於一個週期的比例，也就是幾分之幾週期。相位常以 {\displaystyle \phi (t)} 做為表示，表達了個會隨每次 {\displaystyle t} 完成一個週期而循環一次的數值，而 {\displaystyle F(t)} 也會完成每一個經過的循環。相位可以用任何角度單位來表示，例如度數制或弧度制，並在每次 {\displaystyle t} 經過一個週期後分別上升 360°  或 {\displaystyle 2\pi }。
這樣的手法特別適合於正弦曲線，因為它在任何 {\displaystyle t} 下的值，都可以以 {\displaystyle \phi (t)} ，相位的正弦函數乘上其振幅。（也可以使用余弦曲線作為代替，取決於以曲線的哪一點作為一週期的起點。）
通常，在表達相位時，完整的輪迴會被忽略。所以相位同是一個週期性函數，隨著 {\displaystyle t} 每完成一個週期，便掃過相同的範圍，且其週期與 {\displaystyle F(t)} 相同。而如果 {\displaystyle t_{1}} 與 {\displaystyle t_{2}} 的差為週期的整數倍（即 {\displaystyle \phi (t_{1})=\phi (t_{2})}），那此時{\displaystyle F(t)} 在 {\displaystyle t_{1}} 以及 {\displaystyle t_{2}} 「同相位」。
相位 {\displaystyle \phi (t)} 的數值取決於對週期起點的選擇，以及每一個週期對應到的角度區間。
「相位」這個詞也常被用於比較週期性函數 {\displaystyle F(t)} 與其位移後的函數 {\displaystyle G(t)}。如果以一個角度 {\displaystyle \varphi } 來表達  {\displaystyle t} 的位移，以此可以得到 {\displaystyle G} 和 {\displaystyle F} 的相位移、相位疊加或是相位差。而如果 {\displaystyle F} 是能以初等函數如正弦曲線 {\displaystyle \sin(t)} 的一些訊號， {\displaystyle \varphi } 便會被稱為 {\displaystyle G} 的初相位。

## 數學定義
取一個函數 {\displaystyle F(t)}(一個單實變數函數)，以及其週期 {\displaystyle T}(在 {\displaystyle t} 之中使得 {\displaystyle F(t+T)=F(t)} 的最小正實數)。則 {\displaystyle F(t)} 在任意 {\displaystyle t} 的相位為：
{\displaystyle \phi (t)=2\pi \left[\!\!\left[{\frac {t-t_{0}}{T}}\right]\!\!\right]}
在這裡 {\displaystyle [\![\,\cdot \,]\!]\!\,} 這個符號代表去除內部分數的整數部分，即 {\displaystyle [\![x]\!]=x-\left\lfloor x\right\rfloor \!\,}。而 {\displaystyle t_{0}} 則是被視作週期起點的那一點。
這個概念可以將其類比於一個每 {\displaystyle T} 秒指針便繞完一圈的時鐘，而且指針的起點在 {\displaystyle t_{0}}，相位則是以順時針的方向來看十二點整的方向與 {\displaystyle t} 的夾角。
當起點 {\displaystyle t_{0}} 是 依照函數 {\displaystyle F} 的特性來選擇時，相位這個概念會更加的有用。例如以一個正弦曲線而言，起點取於函數值正好由零轉正的點最為方便。
上述的公式適用於弧度區間取在 0 與 {\displaystyle 2\pi } 之間，若要改取在區間 {\displaystyle \pi } 到 {\displaystyle -\pi } 之間，則其公式為：
{\displaystyle \phi (t)=2\pi \left(\left[\!\!\left[{\frac {t-t_{0}}{T}}+{\frac {1}{2}}\right]\!\!\right]-{\frac {1}{2}}\right)}
以角度來表達的相位(從 0° 到 360°,或從 −180° 到 +180°)也能以相同的方式定義,只需將 「2π」 換作 「360°」.

### 結論
依據上述的結果，一個週期性訊號的相位同樣具週期性，且兩者週期相同皆為 {\displaystyle T}：
{\displaystyle \phi (t+T)=\phi (t){}}，{\displaystyle t}為任意數。
相位在各個週期的起點皆為零：
{\displaystyle \phi (t_{0}+kT)=0}，{\displaystyle k}為任意整數。
此外，訊號的量值 {\displaystyle F(t)} 只與其在 {\displaystyle t} 的相位有關，而非 {\displaystyle t_{0}} 的選擇。也就是說 {\displaystyle F(t)=f(\phi (t))}，其中 {\displaystyle f} 是一個角度的函數，只有在一個循環中有所定義，表達了 {\displaystyle F} 與 {\displaystyle t} 在單一週期中的對應關係。
事實上，任何具特定波形的週期性訊號 {\displaystyle F} 都可以被表示為：
{\displaystyle F(t)=A\,w(\phi (t))}
在這裡 {\displaystyle w} 代表的是個只描述一個循環，即角度從 0 到 2π 的相位角函數；而 {\displaystyle A} 則代表著振幅。(這裡假設了用來計算 {\displaystyle F} 的相位所選定的起始點 {\displaystyle t_{0}} 與 {\displaystyle w} 為 0 的點重合。

## 相位的疊加與比較
相位是種角度，因此在以算式表達它們時，任何完整的循環常會被忽略。而相位的和與差則需以下列公式分別計算（角度制）：
{\displaystyle 360\,\left[\!\!\left[{\frac {\alpha +\beta }{360}}\right]\!\!\right]\quad \quad } 和 {\displaystyle \quad \quad 360\,\left[\!\!\left[{\frac {\alpha -\beta }{360}}\right]\!\!\right]}
例如：兩相位角的和190° + 200° 是 30°（190 + 200 = 390，再減去一個完整的循環），而將 30°減去 50° 則會得到 340° （30 - 50 = −20, 再加上一個完整的循環）。

## 相位移

相位移的例圖。橫軸顯示了一個隨時間增加的角度(相位)。

兩個週期性函數 {\displaystyle F} 和 {\displaystyle G} 相位的差 {\displaystyle \varphi (t)=\phi _{G}(t)-\phi _{F}(t)} 被稱為相位差或 {\displaystyle G} 相對於 {\displaystyle F} 的相位移。
將這個概念類比成一個時鐘，則每個訊號便是一個指針，並且皆以不變但可能與彼此不同的速度轉動。而相位移便是兩指針以順時針方向所形成的夾角。
當計算過程兩個訊號被疊加起來時，相位移將尤顯重要，例如兩個周期性的聲波同時被同一個麥克風給接收到。在一個線性系統也就是當疊加原理成立時這種情況時常發生。
在 {\displaystyle t} 時如果相位差是零，則兩個訊號為同號且會加強彼此，這種現象被稱為建設性干涉。若此時相位不同，則兩訊號的大小總和將由波形決定。

### 正弦曲線
對正弦訊號而言，若相位差 {\displaystyle \varphi (t)} 為 180°（弧度{\displaystyle \pi }），這種情況被稱為相位是「相反」的，而兩個訊號「反相」。此時若兩訊號為異號則會發生破壞性干涉。反過來說，反轉一個相位便代表著 180 度的相位移。
當相位差 {\displaystyle \varphi (t)} 為四分之一圈（一個直角 +90° = π/2 或 −90° = 270° = −π/2 = 3π/2）時，這種情況被稱為九十度相位差。
如果頻率不同，相位差 {\displaystyle \varphi (t)} 會隨著 {\displaystyle t} 線性的增加，這種週期性的對訊號造成加強或減弱的效果會形成一種稱為拍頻的現象。

### 位移過的訊號
當比較一個週期性訊號 {\displaystyle F} 和其位移過且可能還縮放過而成的訊號 {\displaystyle G}，相位差便顯得特別重要，意即： {\displaystyle G(t)=\alpha \,F(t+\tau )}（{\displaystyle \alpha ,\tau } 各為某些常數）。如果 {\displaystyle G} 的起點也被位移過，在這種情況下，相位差 {\displaystyle \varphi } 便會是個常數（獨立於 {\displaystyle t}），並被稱為 {\displaystyle G} 相對於 {\displaystyle F} 的相位移或相位偏移。若將此情形類比於時鐘上的話，此時的情況便是由於兩根指針的速度一致，以至於其兩者間的夾角不變。
此時的相位差便會是 {\displaystyle \tau } 與兩個訊號的週期 {\displaystyle T} 的比例再乘上 {\displaystyle 2\pi }：
{\displaystyle \varphi =2\pi \left[\!\!\left[{\frac {\tau }{T}}\right]\!\!\right].}
因此當兩週期性訊號擁有相同的頻率時，他們總是同相或者反相，在物理上這種情形時常發生。例如同一個週期性聲波被坐落於不同處的麥克風同時接收，或是同個信號源通過不同的喇叭發聲再由同一個麥克風接收，也有可能是一個廣播訊號的一部份直接傳至了天線，但剩下的部分仍在大樓間反射、迴盪。
關於相位差其中一個廣為人知的例子是影子的長度會因在地球上的位置不同而有所改變。粗略地說，如果 {\displaystyle F(t)} 是在某時間 {\displaystyle t} 在地球某處所看到的影子長度，而{\displaystyle G(t)} 是在同一時間但在經度相差西 30°的地方所得的影子長度，則兩者的相位差會是 30°（假設每個訊號的週期始於影子最短的時候）。

### 同頻率的正弦曲線
對正弦曲線（或一些其他的波形如：方形波或對稱的三角形波）一個 180°的相位移相當於將訊號振幅大小變號。當兩個有相同波形與週期但相位相反的訊號互相疊加時，其總和 {\displaystyle F+G} 可能是零或是一個有著相同頻率以及週期但振幅大小為原兩訊號之差的訊號。
一個餘弦函數相對於正弦函數的相位差是 90°。而若有著相同振幅 {\displaystyle B} 以及頻率 {\displaystyle A} 的正弦訊號 {\displaystyle F} 和 {\displaystyle G}，但 {\displaystyle G} 相對於 {\displaystyle F} 的相位差為 90°時，那麼其總和 {\displaystyle F+G} 便會是一個具相同頻率而振幅變為 {\displaystyle C} ，且具相對於 {\displaystyle F} 的相位移 {\displaystyle -90^{\circ }<\varphi <+90^{\circ }} 。這裡 {\displaystyle C={\sqrt {A^{2}+B^{2}}}{}}，{\displaystyle {}\sin(\varphi )=B/C}.

同相訊號

反相訊號

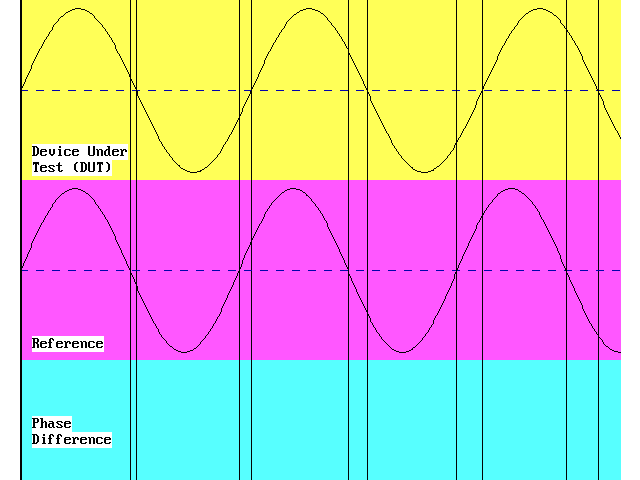
相位比較的示例圖

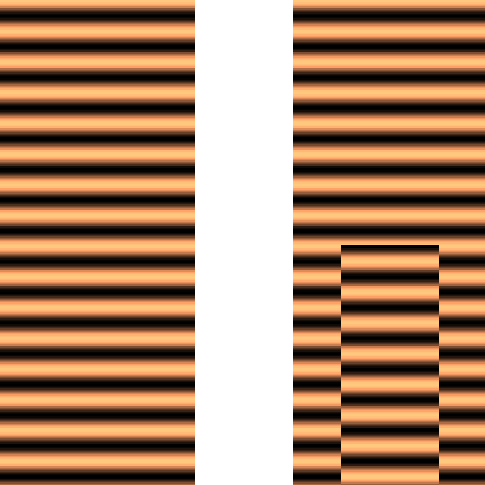
左邊：一個由下向上傳遞的平面波 右邊：同樣的波但經歷過相位移

## 相位的比較
相位比較在於比較兩個具相同頻率之波形的相位。相位比較的目的通常是在時間上或頻率上決定某訊號相對於參考訊號的相位偏移（隨著每次循環的變化）。
相位比較可透過將兩訊號接於具兩個軌道的示波器上。示波器會如右圖那般秀出兩個正弦的訊號，在一旁的圖中頂部為待測訊號，而底部則是參考訊號。
如果兩者的頻率相同，則它們相位的關係不會改變且都會在示波器中呈現穩定的狀態。反之則參考訊號仍保持穩定，但測試訊號不然。通過測量測試訊號的變化便可以得到其頻率的偏移程度。
在圖中每次正弦訊號通過零之處都會被畫鉛直線。再圖中這些長條的寬度代表著訊號間的相位差，在這個例子中相位差逐漸增加，說明測試訊號的頻率小於參考訊號。

## 方程
當描述簡諧運動或一個為正弦函數訊號時可以用下列數學示表達： 
{\displaystyle {\begin{aligned}x(t)&=A\cdot \cos(2\pi ft+\varphi )\\y(t)&=A\cdot \sin(2\pi ft+\varphi )=A\cdot \cos \left(2\pi ft+\varphi -{\tfrac {\pi }{2}}\right)\end{aligned}}}
於此 {\displaystyle \textstyle A}, {\displaystyle \textstyle f}, 和 {\displaystyle \textstyle \varphi } 都是常數，分別為正弦曲線的「振幅」、「頻率」以及「相位」，這些週期性訊號的週期為 {\displaystyle \textstyle T={\frac {1}{f}}}，他們完全相同，但在 {\displaystyle \textstyle t} 軸上差了 {\displaystyle \textstyle {\frac {T}{4}}}，相位可能會隨著下列幾項事物而有所變化：
- 它可以隨特定的參考函數而異動，如以 {\displaystyle \textstyle \cos(2\pi ft)} 來說 {\displaystyle \textstyle x(t)} 的相位是 {\displaystyle \textstyle \varphi }，而 {\displaystyle \textstyle y(t)} 的相位則是 {\displaystyle \textstyle \varphi -{\frac {\pi }{2}}}。
- 它也可以是 {\displaystyle \textstyle \varphi }，而此時 {\displaystyle \textstyle x(t)} 和 {\displaystyle \textstyle y(t)} 的相位相同，但是是相對於他們各自的參考點而言。
- 對於通訊波形而言其瞬間相位即其會隨時間變化的角度 {\displaystyle \textstyle 2\pi ft+\varphi } 或是它的主值，而這數值常常就是相位本身。

## 相位差
两个频率相同的交流电相位的差叫做相位差，或者叫做相差。
相位差为{\displaystyle 2n\pi }（其中n为整数）的两个波称为同相波，产生的干涉是相长干涉。
相位差为{\displaystyle 2n\pi +\pi }（其中n为整数）的两个波称为反相波，产生的干涉是相消干涉。
这两个频率相同的交流电，可以是两个交流电流，可以是两个交流电压，可以是两个交流电动势，也可以是这三种量中的任何两个。例如研究加在电路上的交流电压和通过这个电路的交流电流的相位差。如果电路是纯电阻，那么交流电压和交流电流的相位差等于零。也就是说交流电压等于零的时候，交流电流也等于零，交流电压為最大值时，交流电流也是最大值。这种情况叫做同相位，或叫做同相。
如果电路含有电感和电容，交流电压和交流电流的相位差一般是不等于零的，也就是不同相，可能是电压超前于电流或电流超前于电压。加在晶体管放大器基极上的交流电压和从集电极输出的交流电压，这两者的相位差正好等于180°。这种情况叫做反相位，或叫做反相。

## 月相
- 月球的相位是指從地球上所見的月球盈虧，通常稱為「月相」或「相」。